# Vertragsarztrechtsänderungsgesetz
Das Vertragsarztrechtsänderungsgesetz ist ein deutsches Gesetz, das die rechtlichen Rahmenbedingungen modifiziert, unter denen Vertragsärzte in Deutschland tätig werden dürfen. Das VÄndG wurde am 27. Oktober 2006 vom Deutschen Bundestag beschlossen und ist seit dem 1. Januar 2007 in Kraft.

## Hintergrund
Das Vertragsarztrechtsänderungsgesetz soll nach dem Willen des Gesetzgebers die vertragsärztliche
Berufsausübung effizienter und wettbewerbsfähiger machen. Die Hauptmotivation des Gesetzes ist die Vermeidung von Versorgungsengpässen in der ambulanten medizinischen Versorgung, insbesondere in den neuen Bundesländern.

## Regelungen
Die Bestimmungen des VÄndG betreffen unter anderem das Fünfte Buch Sozialgesetzbuch (SGB V), die Zulassungsordnung für Vertragsärzte und die Zulassungsordnung für Vertragszahnärzte.

### Anstellung von Ärzten in Vertragsarztpraxen
Die Anstellungsmöglichkeiten von Ärzten und Zahnärzten werden erleichtert. In nicht gesperrten Planungsbereichen können Ärzte und Zahnärzte vom Praxisinhaber ohne die sonst übliche Leistungsbeschränkung angestellt werden. In geschlossenen Planungsbereichen kann ein Vertragsarzt auf seine Zulassung verzichten, um sich bei einem anderen Vertragsarzt anstellen zu lassen.

### Erteilen von Teilzulassungen
Ein Vertragsarzt kann sowohl bei seiner Erstzulassung als auch später seine Vertragsarzttätigkeit auf die Hälfte seiner Arbeitszeit beschränken, d. h. eine so genannte Teilzulassung beantragen. Eine spätere Vollzulassung ist weiterhin möglich – allerdings nur, wenn der Planungsbereich dann nicht für Zulassungen gesperrt ist.
Die Teilzulassung wurde erst zum 1. Januar 2007 eingeführt. Bis dahin konnte in Deutschland der ärztliche Leistungsumfang nur für angestellte Ärzte beschränkt sein, in Form einer Teilzeitanstellung.

### Gleichzeitige Tätigkeit als Krankenhausarzt und Vertragsarzt
Ein Vertragsarzt kann neben seiner Vertragsarzttätigkeit auch als angestellter Arzt in einem Krankenhaus oder einer Rehabilitationseinrichtung arbeiten. Diese Nebenbeschäftigungen dürfen jedoch nicht mehr als dreizehn Stunden pro Woche einnehmen.

### Zweigpraxen
Das Führen einer Zweigpraxis („Nebenbetriebsstätte“) wird erleichtert. Ein Vertragsarzt kann an maximal zwei Orten außerhalb seines Praxissitzes tätig werden und dort auch Ärzte anstellen. Die Genehmigung für eine Zweigpraxis ist davon abhängig, ob dadurch die Versorgung am Ort verbessert wird und die Versorgung am Hauptpraxissitz nicht leidet. Zweigpraxen können auch außerhalb des eigenen KV-Bereichs betrieben werden.

### Ausgelagerte Praxisräume
Ein Vertragsarzt kann spezielle Untersuchungs- und Behandlungsleistungen in ausgelagerten Praxisräumen an einem anderen Ort erbringen. Die Betriebsstätte muss sich in räumlicher Nähe zum Praxissitz befinden. Ort und Zeitpunkt der Aufnahme der Tätigkeit müssen der KV angezeigt werden.

### Berufsausübungsgemeinschaft
Um eine Berufsausübungsgemeinschaft (bis 31. Dezember 2006: „Gemeinschaftspraxis“) zu gründen, müssen sich Ärzte nicht mehr an einem Ort in einer gemeinsamen Praxis niederlassen. Eine Berufsausübungsgemeinschaft kann auch überregional, z. B. über Landesgrenzen hinweg erfolgen oder nur für einen Teil der ärztlichen Leistungen gebildet werden. Teilberufsausübungsgemeinschaften mit Ärzten, die nur auf Überweisung tätig sein dürfen, sind jedoch unzulässig.

### Aufhebung der Altersbeschränkung
In unterversorgten Gebieten kann ein Vertragsarzt seine Zulassung über das 68. Lebensjahr hinaus fortführen. In diesen Gebieten können auch Ärzte die Zulassung erhalten, die bei Antragstellung älter als 55 Jahre sind.

### Medizinische Versorgungszentren
Das VÄndG stellt klar, unter welchen Voraussetzungen das Merkmal "fachübergreifend" bei der Gründung eines MVZ erfüllt ist. Demnach trifft das Merkmal "fachübergreifend" auch dann zu, wenn sich Ärzte mit einer unterschiedlichen Schwerpunktbezeichnung oder Ärzte aus unterschiedlichen Versorgungsbereichen (z. B. internistischer Facharzt und internistischer Hausarzt) zusammenschließen.

### Gebühren
Durch Änderung des Sozialgerichtsgesetzes (Art. 4) wird dem missbräuchlichen Kläger gegen Bescheide über die Praxisgebühr eine Gebühr nach § 184 Abs. 2 SGG angedroht. In Art. 5 und 6 wurden die Gebühren für Verfahren und Verwaltung der Anträge auf Zulassung für Ärzte und Zahnärzte auf das Vierfache angehoben. Mit Aufhebung der Sechsten Gebührenanpassungsverordnung (Art. 7) werden die Gebühren nach den Gebührenordnungen für Ärzte, Zahnärzte, Hebammen und Psychotherapeuten im Beitrittsgebiet auf das Niveau im restlichen Bundesgebiet angehoben.